# Прохор Пчиньский
Прохор Пчиньский (XI века) — православный святой, почитается в лике преподобных. Монах-отшельник и житель пустыни в окрестностях Козяка, которая примыкает к горе Осогово.
Прохор Пчиньский один из четырёх Болгарских великих отшельников. Считается, что этот святой предсказал Роману Диогену, что тот станет императором.
Покровитель Пчиньского монастыря, возобновлённого кралем Стефаном Милутином. Сегодня мощи святого царя Милутина хранятся в Соборе Светая Неделя в Софии.